# Hemiphricta albicostata
Hemiphricta albicostata là một loài bướm đêm trong họ Geometridae.